# Madison Clark
Madison Clark es un personaje ficticio y la protagonista principal de la serie de televisión Fear the Walking Dead, interpretado por  Kim Dickens, el personaje fue creado por Robert Kirkman y el guionista Dave Erickson. Clark es una exconsejera vocacional de la escuela secundaria y es la madre de Nick y Alicia y la prometida de Travis Manawa.

## Biografía del personaje
Madison es descrita como inteligente y obstinada hasta el punto de que a veces se vuelve enérgica. Ella se adapta rápidamente al nuevo mundo. Altamente dominante, a Madison le gusta tener el control de las situaciones y es propensa a sentirse tensa durante los desacuerdos con los demás o en situaciones en las que es en gran parte impotente. A pesar de que por lo general mantiene una conducta terca, Madison a menudo se asusta y es insegura cuando las personas que le importan (especialmente su familia) están en peligro. Ella ha demostrado tener un lado despiadadamente oscuro e indiferente.

## Historia

### Temporada 1
Después de que Nick se despierta en una guarida de heroína en una iglesia abandonada, es atropellado por un automóvil y hospitalizado. El médico les dice a Madison y Travis que las afirmaciones de Nick sobre el incidente son alucinaciones inducidas por drogas. Más tarde, Nick escapa del hospital y se encuentra con Calvin, con la esperanza de saber si las drogas que Calvin le vendió le hicieron alucinar en la iglesia. Calvin intenta matar a Nick para evitar que exponga a Calvin como un traficante de drogas o impugne la calidad de sus drogas. En la lucha que siguió, Calvin recibe un disparo mortal. Después de que llegan Travis y Madison, un Calvin zombificado los ataca. Nick atropella a Calvin repetidamente con la camioneta de Travis, y los tres miran con incredulidad cómo el mutilado Calvin todavía puede girar la cabeza hacia ellos.
Después del encuentro con Calvin zombificado, Nick, Madison y Travis deciden huir al desierto y quieren que Alicia, Liza y Chris los sigan. El grupo regresa a la casa de Madison para recolectar suministros. Nick sufre de abstinencia de heroína, por lo que Madison conduce a su escuela para conseguirle Oxicodona. Allí, se encuentra con Tobias buscando comida. Un Artie zombificado intenta morder a Tobias, por lo que Madison mata a Artie y lleva a Tobias a casa. Más tarde, Travis le dice a Madison que lleve a los niños al desierto sin él; él se pondrá al día. Alicia es testigo de que su vecino zombificado, el Sr. Dawson, ataca a la Sra. Cruz al otro lado de la calle, pero Madison le impide intervenir.
Mientras se desata un motín afuera, una turba prende fuego a la tienda contigua a la barbería, lo que obliga a los Salazar y Manawa a huir. El grupo llega al camión de Travis y escapa, pero no antes de que Griselda resulte herida por un andamio que se derrumba. Incapaz de llegar al hospital, el grupo se dirige a la casa de Madison, donde Nick, Madison y Alicia huyen temporalmente cuando el zombificado Sr. Dawson intenta entrar, atraído por el perro ladrador que Nick había dejado entrar. Nick lleva a Madison y Alicia a la casa de los Tran, quienes viven al lado, donde toman una escopeta. Travis llega y es atacado por el Sr. Dawson, quien es asesinado a tiros por Daniel. Las tres familias deciden pasar la noche y evacuar por la mañana. A la mañana siguiente, cuando los Clark y Manawa comienzan a alejarse, la Guardia Nacional llega y pone en cuarentena el bloque. Mientras Travis dice: "Todo va a mejorar", Daniel se lamenta de que sea "demasiado tarde" mientras observa a un guardia marcar la casa vecina.
Madison luego descubre que Daniel detiene a Adams en el sótano de los Tran. Alicia y Chris se emborrachan y vandalizan la casa abandonada de una familia adinerada. Strand recluta a Nick para un plan de escape. Travis convence al escuadrón de Moyers para que lo lleve al hospital para ver cómo están sus amigos. Mientras está en camino, Moyers anima a Travis a dispararle a un infectado, pero Travis es emocionalmente incapaz de apretar el gatillo. Los soldados se detienen para ayudar a otro escuadrón en un edificio infestado de zombis y la mayoría de esos soldados, incluido Moyers, son vencidos.
Travis, Madison, Daniel y Ofelia entran en la sede de la Guardia Nacional para rescatar a Liza, Griselda y Nick, mientras que Alicia y Chris se quedan atrás. Mientras tanto, los caminantes rompen las defensas del perímetro y pululan por la base. El grupo de Travis llega a las celdas de detención y libera a los detenidos antes de reunirse con Nick, Liza y Strand. Intentan escapar a través de la sala médica, donde descubren que la Dra. Exner ha sacrificado a todos los pacientes. La Dra. Exner les habla de una ruta de escape antes de su presunto suicidio. Antes de que puedan escapar, el grupo se encuentra con Adams, quien dispara a Ofelia en el brazo. Enfurecido, Travis golpea brutalmente a Adams y lo deja por muerto. Strand lleva al grupo a su mansión junto al mar, donde le revela a Nick que es dueño de un yate en el que planea escapar, llamado Abigail. En la playa, Liza le revela a Madison que fue mordida durante la fuga. Liza les ruega a Madison y Travis que la sacrifiquen antes de que ella se convierta. Travis promete proteger a Chris antes de dispararle a Liza.

### Temporada 2
El grupo evacúa a Abigail mientras los militares bombardean Los Ángeles, en un intento por contener el brote. En el mar, el grupo se encuentra con otro barco lleno de supervivientes, pero Strand se niega a recogerlos. Strand informa al grupo que se dirigen a San Diego.
El grupo se estaciona a una isla cercana para escapar de la persecución del barco desconocido. Pronto tienen que irse porque George envenenó a toda su familia como parte de un pacto suicida, y el grupo se ve obligado a dejar los restos de la familia de George en la isla.
Más tarde, el grupo es emboscado por un grupo de piratas en donde Travis y Alicia son capturados, luego el grupo planea usar a un rehén como cebo para recuperar a Travis y Alicia. Alicia intenta hacerse amiga de Jack y encontrar el camino a casa por su cuenta, mientras Travis está encerrado en una celda. Chris se queda para vigilar al rehén y termina disparándole en la cara, matándolo. Él le dice a Madison que el hombre se está convirtiendo, pero ella está preocupada de que se esté desquiciando. Travis ve a Alex con el grupo de Jack y ella le admite que le dio información sobre ellos cuando la encontraron. Madison puede obtener la liberación de Travis, cambiándolo por el hermano ahora zombificado del líder y escapan en el caos. Alicia se libera de Jack y va con Travis y Madison de regreso al yate. Mientras caminaba hacia el complejo, el grupo es atacado por los infectados y Madison cae al suelo mientras Chris se queda mirando, lo que Alicia ve, antes de matar al atacante de Madison. El grupo llega al recinto y es recibido por la madre de Luis, Celia, quien les dice que pueden quedarse pero que deben dejar sus armas afuera. Alicia le dice a Chris lo que vio sobre el ataque de Madison. Nick y Celia forman un vínculo y ella le habla sobre su visión de los muertos y le dice que es solo un nuevo comienzo, no el final. Madison, ahora consciente de lo que hizo Chris, le dice a Travis que cree que él no está bien. Discuten sobre su incapacidad para querer ayudar a Chris, cuando Travis siempre estaba dispuesto a ayudar a Nick. Daniel descubre que Celia mantiene a los familiares muertos del complejo en el sótano. Madison decide acostarse con Alicia esa noche para brindarle consuelo y un disparo las despierta y encuentran a Chris parado sobre ellos, sosteniendo un cuchillo y lo persiguen fuera de la habitación. Chris se ha escapado y Travis se va tras él. Nick le trae al hijo caminante de Celia, Luis, y debido a esto, ella deja que el grupo se quede, pero Strand debe irse. Madison habla con Nick sobre su fascinación por los muertos y se siente frustrada por sus sentimientos por Celia. Nick va a buscar a Travis y Chris, pero cuando los encuentra, Travis dice que él y Chris no regresarán y que necesita ayudar a Chris. Le pide a Nick que le diga a Madison que no pudo encontrarlos. Celia lleva a Madison al sótano para mostrarle los muertos, pero Madison la encierra dentro de la celda. Cuando el edificio en llamas se incendia, Strand regresa al complejo para ayudar al resto del grupo a escapar del fuego, pero cuando Madison ve a Nick, él le dice que no pudo encontrar a Travis y que no irá con ellos porque Celia tenía razón en que el grupo destruyó todo a su paso y él ya no quiere ser parte de él. Madison, Strand, Alicia y Ofelia huyen de la finca en llamas de Celia, con la intención de regresar a Abigail. Sin embargo, descubren que el Abigail ha sido robado y se ven obligados a buscar suministros en un hotel cercano. Mientras tanto, Madison y Strand se emborrachan en el bar mientras expresan sus diversas frustraciones con la vida. Sin embargo, una gran horda de caminantes ataca el hotel, atrapando a los cuatro adentro.

Madison enciende las luces del hotel en contra de los deseos de todos con la esperanza de atraer la atención de Nick, aunque Alicia la convence de respetar la decisión de Nick de elegir la muerte sobre su familia, a pesar de estar molesta porque Madison no parece preocuparse por su decisión de quedarse con el grupo. Madison apaga las luces, pero no antes de que Travis, ahora solo, las vea. A la mañana siguiente, los sobrevivientes que habían visto encenderse las luces del hotel comienzan a acudir en masa a las puertas del hotel, pero los sobrevivientes del hotel se niegan a dejarlos entrar. Madison luego ve a Travis entre la multitud y lo deja entrar. Madison luego habla con Alicia y le revela que el accidente automovilístico de su padre no fue accidental, sino un suicidio y reitera su amor por ella. Posteriormente, Madison ve que al grupo de sobrevivientes al comienzo del episodio se le permitió ingresar al complejo del hotel, y se los revisó para ver si están sanos o enfermos. Más tarde esa noche, un nuevo grupo de sobrevivientes llega al hotel, entre ellos los dos turistas. En el hotel, se deja entrar a los turistas y Madison los reconoce según la descripción de Travis. Los turistas enfurecen al resto de los refugiados y están a punto de ser expulsados del hotel cuando Travis los detiene y les pregunta qué le pasó a Chris. Los turistas explican que Chris accidentalmente estrelló su camión y murió por el impacto. Sin embargo, varias inconsistencias en sus historias llevan a Travis a concluir que Chris solo resultó herido en el accidente y fue asesinado por los turistas. Enfurecido, Travis golpea a los turistas hasta matarlos y hiere gravemente a Oscar que intenta detenerlo. Strand advierte a Madison que Travis debe ser exiliado para mantener la unidad de los sobrevivientes del hotel. Madison es reacia a que Travis se exiliara, pero finalmente acepta ir con él a la mañana siguiente, mientras que Strand se niega a tener algo que ver con eso. Mientras tanto, a pesar de los mejores esfuerzos de todos, Oscar muere a causa de su lesión en la cabeza. Enfurecidos, varios de los sobrevivientes del hotel irrumpen en la habitación de Travis y lo atacan, lo que obliga a Alicia a matar a uno de ellos para salvarle la vida. Travis, Madison y Alicia se ven obligados a huir del hotel mientras Strand decide quedarse atrás después de intervenir para ayudarlos a escapar. Regresan al supermercado de los bandidos y encuentran todo el edificio abandonado, y Alicia cuestiona los motivos de Madison cuando comienza a buscar los cuerpos de Francisco y su familia en busca de pistas para encontrar a Nick. Llegan a la comunidad y descubren que Marco y sus hombres han sido asesinados por los infectados.

### Temporada 3
Travis, Madison y Alicia son capturados por un grupo armado y llevados a un recinto militar, donde Travis es separado de ellos y llevado a un sótano mientras Madison y Alicia son llevados a una oficina. En el sótano, Travis se encuentra con Nick, una Luciana herida y otros cautivos. A los cautivos se les dispara para ver cuánto tardan en zombificarse. Travis, Luciana y Nick intentan escapar, Nick y Luciana descienden a una alcantarilla, pero Travis es capturado y obligado a luchar contra los infectados en un pozo. Mientras tanto, Madison y Alicia atacan a Troy, empalando uno de sus ojos con una cuchara y tomándolo como rehén. Madison exige que su familia sea liberada. La familia se reúne, pero el complejo está lleno de caminantes, lo que obliga a todos a irse. Travis, Luciana y Alicia escapan a bordo de un helicóptero, mientras que Madison y Nick se van en un camión con Troy.
A la mañana siguiente, Madison y Nick llegan a la comunidad del rancho, dirigido por Jeremiah Otto, el padre de Jake y Troy. Descubren que el helicóptero que transportaba a Travis, Alicia, Luciana, Jake y Charlie nunca llegó al rancho, lo que provocó que Troy ordenara a Madison y Nick que salieran del camión mientras esperan fuera de las puertas del rancho mientras Troy los buscaba. Nick quiere dejar el rancho debido a las acciones de Troy en el complejo y es convencido por Madison de esperar. Madison es saludada por Jeremiah Otto, quien le da café a Madison y le pregunta si Travis podría haber secuestrado el helicóptero, lo que implica que sus acciones se basaron en su raza, lo que lleva a Madison a decir que protegería a su hija a toda costa. Alicia regresa con Jake y Luciana y descubre que Travis fue asesinado durante su vuelo a la granja, ella comienza a llorar devastada. En ese momento Nick saca un arma (que ella le dio antes) a Troy por querer ejecutar a Luciana y negarse a brindarle atención médica, finalmente le da el arma a Jeremiah. Más tarde esa noche, Madison está de luto por la pérdida de Travis cuando Jeremiah se acerca a ella para firmar un talonario de pago de armas; ella firma y tienen una breve conversación. Esa noche en su búnker, Madison está con sus hijos, pero Nick quiere irse debido a las acciones de Troy en el complejo. Madison se niega y declara que se quedan porque Travis murió al llegar aquí y ella está cansada de correr, y si los Otto no pueden administrar el rancho, lo tomarán. Le pregunta a Alicia cómo murió Travis.
Esta noticia deja a Madison muy molesta y finalmente la hace unirse a la milicia de Troy en busca de los restos del avión y descubrir quién disparó al helicóptero. En la misión para encontrar el helicóptero, Madison, Troy y su grupo descubren que los nativos americanos derribaron el helicóptero cuando voló sobre sus tierras y el líder de los nativos, Qaletaqa Walker, dice que atacará el rancho si los Otto y los supervivientes no abandonan el rancho, porque esas tierras eran de ellos. Mientras tanto, Alicia y Jake comienzan una relación seria. Después de algunos enfrentamientos entre las dos comunidades, Madison sugiere que Jeremiah se mate para que Walker pueda vengarse, ya que Otto había matado a la familia de Walker en su juventud. Negándose a suicidarse, Nick dispara al anciano en la cabeza y Madison hace que parezca una escena de suicidio para Troy y Jake y a la mañana siguiente, Madison le entrega la cabeza de Jeremiah a Walker, poniendo una tregua a la guerra. Los nativos Qaletaqa Walker se mudan al rancho de los Otto para estar más seguros. Troy no acepta la convivencia de los nativos en su finca, pero Madison intenta mantener la paz entre los dos bandos, pero sin éxito. Después de que Troy trató de matar a Walker, su hermano lo exilia de su propia granja y al no aceptar tal decisión, el hombre esboza un plan para vengarse de todos. Posteriormente, el rancho entra en una época de escasez de agua que hace que Madison y Walker se dirijan a El Bazar, un punto comercial de la ciudad de Mexicali. Allí, los dos ofrecen monedas de oro al comerciante Maria Lu a cambio de un camión cisterna. Sin embargo, Madison y Walker encuentran a Strand en su lugar y el hombre decide ayudarlos ofreciendo un trato con Lola Guerrero, la nueva líder de la presa después de la muerte de Dante. El trío viaja a la presa de Gonzales y allí Madison se encuentra con Daniel y le dice que Ofelia está viva. La mujer convence a Lola para que haga un sistema de intercambio entre las comunidades, es decir, agua para el ganado, plantaciones, etc. Con un camión cisterna, Madison regresa al rancho con la promesa de llevar a Ofelia a Daniel. Desafortunadamente, el rancho fue atacado por miles de infectados que se sintieron atraídos por Troy. Muchos mueren, incluido Jake, excepto Nick, Alicia, Ofelia, Lee y Troy. Alicia se separa del grupo y decide sobrevivir sola por un tiempo y termina conociendo a Los Procuradores, una pandilla de Mexicali que pretende atacar la represa. Madison y su grupo van con Daniel y el hombre queda devastado al descubrir que su hija fue mordida y poco después fallece. Daniel decide llevar a Madison y al grupo a la presa, pero ella son atacados por los Procuradores antes de esto Troy muere a manos de Madison al enterarse de que este provocó la invasión de infectados al rancho, al final Madison se separa de Alicia y Nick cuando la presa explota y todos se dejan llevar por la corriente.

### Temporada 4
Algún tiempo después de la destrucción de la presa, Madison conoce a Althea, a quien intenta robar sin éxito. Después del desacuerdo, Madison le dice a Al que está detrás de sus hijos y que está tratando de encontrar un lugar seguro para que vivan. Después de su partida, Al entrega algo de comida, una radio y un mapa, lo que le permite a Madison encontrar a sus hijos. El gesto de Al inspira a Madison a formar una comunidad en un estadio de béisbol. Entonces Madison y su familia comienzan a vivir allí con otros sobrevivientes. Charlie, una niña recién llegada, muestra el lugar donde se supone que está su familia perdida, por lo que Madison, Strand, Luciana y Alicia se van hacia allí. Nick, por alguna razón, ya no está interesado en participar en misiones y prefiere quedarse en el campamento cuidando el huerto. Mientras Strand y Luciana buscan en la ciudad, Madison y Alicia encuentran un lugar donde sería un campamento que fue incendiado. Una mujer extraña aparece y apunta su arma a Madison, queriendo las llaves del auto, cuando es sorprendida por Alicia, Strand y Luciana. La mujer termina en problemas con los infectados, pero el grupo la salva.
Ella se presenta como Naomi y es reclutada. En el estadio, una extraña canción atrae a un grupo de infectados a las vallas y Nick decide resolverlo, pero termina chocando el auto cuando busca a tientas recuerdos de la explosión en la presa hace algún tiempo. Madison y los demás llegan a tiempo para salvarlo. Naomi se ocupa de la herida de Nick. Madison le dice a Charlie que no ha encontrado a su familia. Durante la noche, varios autos y camiones aparecen en las puertas del estadio y todos se preparan para una supuesta amenaza. Un hombre se baja de uno de los vehículos, se monta en una bicicleta y enciende una radio, atrayendo a algunas infectados a un camión. El hombre llamado Mel, llama a Charlie al grupo y le dice a Madison que tiene la capacidad de "encontrar cosas buenas". Mel exige pertenencias de la comunidad, pero Madison se niega a entregar, por lo que dice que se sentará y esperará a que todos mueran. Naomi revela que ella trabajaba como enfermera y que Alicia, Madison y los demás deben abandonar el estadio, ya que el lugar caerá pronto. En el estadio, Madison continúa negándose a unirse al grupo de Los Buitres, aunque Mel insiste en que el lugar no durará mucho.
Mientras, Strand le pregunta a Madison por qué lo salvó después de que la presa fuera destruida. Madison dice que conoce a Strand y que también le gusta beber con él. Naomi vuelve a intentar escapar, pero les dice a los demás que en realidad iría a un lugar que conoce en busca de suministros, pero que lo haría sola porque el lugar es muy peligroso. Madison y Strand se ofrecen a ir y los tres continúan su camino. En el camino, deciden detenerse en un hotel abandonado para pasar la noche y Naomi revela que no hay lugar con provisiones y que, de hecho, se iría. A la mañana siguiente, sin Madison y Strand, Naomi llega a una vieja estación de FEMA y saca un cuaderno con algunas notas, pero se ve obligada a trepar a un andamio cuando varias personas infectadas se acercan y la rodean. Madison y Strand aparecen y salvan a Naomi. El grupo de Los Buitres se va. Madison le pide a Alicia que guarde suministros en un automóvil, en caso de que los Buitres regresen y ataquen el estadio. Charlie va al estadio a pedir ayuda a Madison y al resto del grupo, luego de que Melvin se lesionara luego de una pelea con su hermano. Naomi dice que tiene unas costillas rotas y que si se queda ahí no sobrevivirá, por lo que el grupo decide llevarla al estadio. Temiendo un ataque de los Buitres, Madison comienza a reforzar las paredes del lugar, y Naomi dice que eso no será suficiente. Incluso herido, Melvin pide irse, y Madison acepta dejarlo ir. Durante la noche, Nick y Alicia van tras Melvin y lo encuentran desmayado en su auto, cuando son sorprendidos por varios camiones que se dirigen hacia el estadio. Al acercarse al lugar, Nick y Alicia son rodeados en su vehículo y varios infectados son liberados de los camiones por los Buitres.
Todos los residentes del estadio intentan escapar, pero acaban muriendo a manos de los infectados. Madison, Strand y Luciana deciden irse para salvar a Nick y Alicia. Madison lleva a los más de 10,000 infectados al estadio en un intento por contenerlos y salvar a sus hijos, Strand y Luciana, toman la oportunidad de escapar. Sin otra opción, Madison cierra la puerta y dispara a la horda hasta que se queda sin munición. Después de despedirse de sus hijos por radio y rodeada de caminantes, Madison usa su llama para encender la horda empapada de aceite, prendiendo fuego a todos los infectados y sacrificándose en un intento por salvarlos en la que en el último capítulo de la séptima temporada se resuelve el misterio de lo que pasó con ella realmente saliendo con vida de aquello

## Desarrollo y recepción

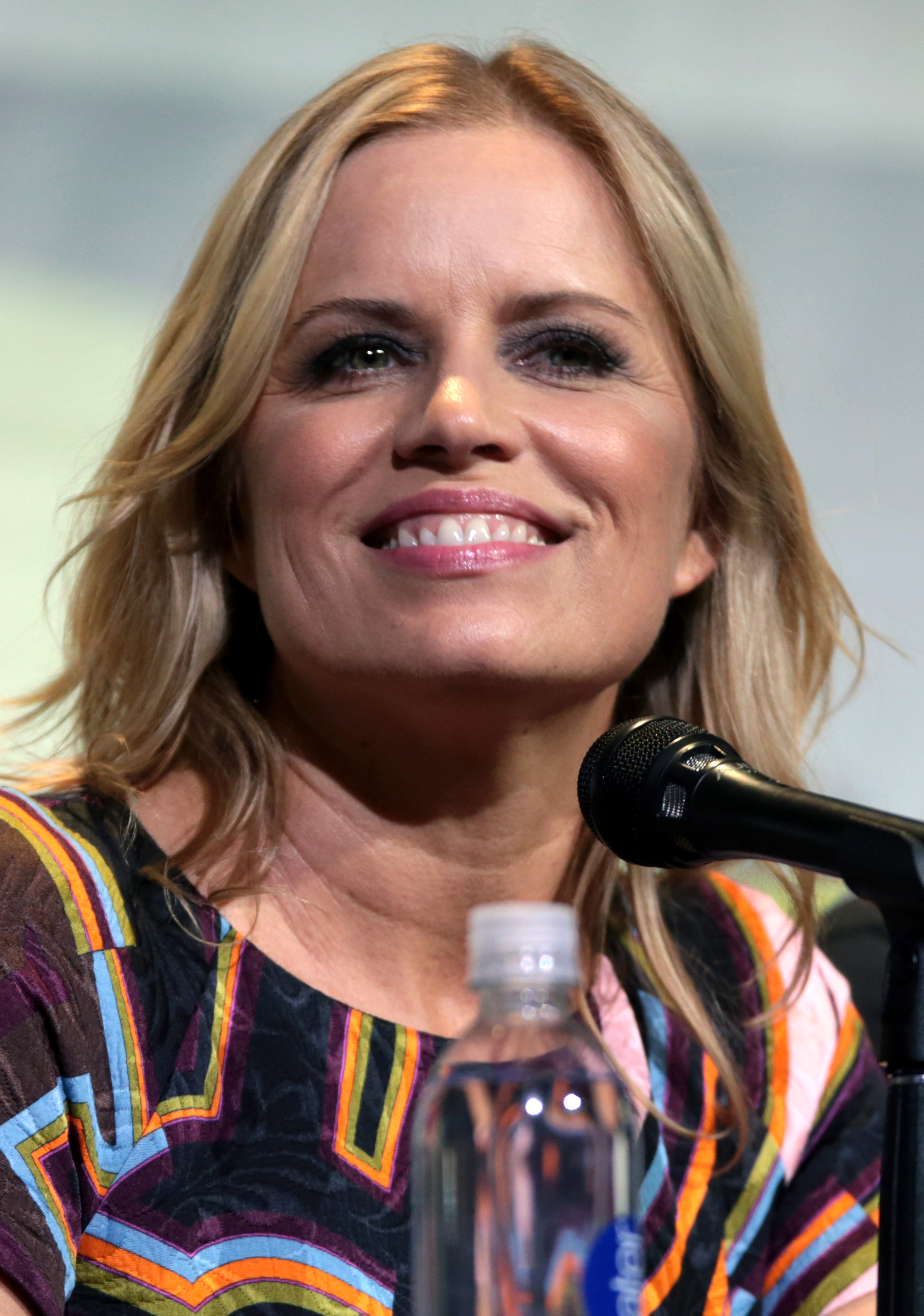
Madison Clark es interpretada por Kim Dickens (en la foto)

Madison Clark es interpretada por Kim Dickens.  En la cuarta temporada de final de mitad de temporada, Madison Clark da a entender que  muere pero no es así.
Desde entonces, Dickens ha comentado sobre la supuesta muerte de su personaje, diciendo: 

"Sabes, cuando entré y me reuní con los escritores y el productor y me dijeron los cambios que vieron y el arco que querían interpretar y que la primera mitad de la temporada terminaría con la desaparición de Madison, estaba escrito. En última instancia, depende de los productores y los escritores. Fue un shock y una gran decepción para mí. Pero ya estaba establecido. Sentí que Madison tenía más historias que contar y más caminos que recorrer. Podría haber ido en direcciones locas. Podría haberse convertido en una villana. Yo estaba dispuesta a hacer cualquier cosa para ir más lejos y más profundo con ella. Entonces, ¿estaba satisfecha con la historia? Pensé que su fallecimiento fue un hermoso momento de sacrificio, pero habría imaginado una muerte diferente. Pensé que el episodio en ese momento fue hermoso. Lo hice. Pero me sorprendió que así sucediera

A pesar de que Kim Dickens recibió elogios por su actuación, Madison había recibido críticas mixtas entre los fanáticos y críticos debido a la incertidumbre de si ella o Travis eran la protagonista de la serie, a pesar de que Dickens recibió la mejor facturación y fue acreditado como protagonista. pero tras la muerte de Travis a principios de tercera temporada Madison comenzó a recibir elogios de la crítica cuando la muerte de Travis la empujó más hacia un papel de líder y se estableció como protagonista.
En su revisión de temporada para IGN, Matt Fowler le dio a la tercera temporada una calificación de 8.2 sobre 10; elogiando al personaje de Kim Dickens, Madison, escribió, "Fear the Walking Dead encontró de manera más sólida su tono y voz esta temporada al abrazar el paisaje árido, intensificar el conflicto entre humanos y unirse en torno a Kim Dickens  como una mamá antihéroe, Madison, como el personaje conductor "y que ahora es" una serie mejor en general que' 'The Walking Dead'".
La decisión de matar a Madison recibió intensas críticas y es ampliamente considerada como la razón por la que el programa se desplomó en audiencia, a pesar de que la temporada recibió críticas positivas. Los críticos expresaron más tarde su deseo de que Dickens regrese como Madison más adelante. punto en la serie, ya que la muerte de Madison nunca se mostró en realidad, y se demostró al final de la séptima temporada, lo cual era inusual para un personaje principal de la serie.